# NGC 6376
NGC 6376 is een spiraalvormig sterrenstelsel in het sterrenbeeld Draak. Het hemelobject werd op 1 september 1886 ontdekt door de Amerikaanse astronoom Lewis A. Swift.

## Synoniemen
- UGC 10855
- KCPG 516A
- MCG 10-25-25
- KAZ 135
- ZWG 300.24
- 7ZW 712
- KUG 1724+588
- PGC 60258